# Ruby Princess
Le Ruby Princess est un navire de croisière appartenant à la société Princess Cruises.
Il est le neuvième  navire de la classe Grande classe de Princess Cruises, il dispose comme ses sister-ships, l’Emerald Princess et le Crown Princess d'un cinéma en plein air. Ils forment tous les trois la sous-classe Crown.
Les parrains de ce navire sont Trista Sutter et Ryan Sutter, qui baptiseront le navire lors de son voyage inaugural en avril 2009, où le navire fera escale à Ocho Rios, Cozumel et Grand Cayman.
Le Ruby Princess et basée au port de Fort Lauderdale en Floride.